# Silene lipskyi
Silene lipskyi är en nejlikväxtart som beskrevs av G.A. Laz'kov. Silene lipskyi ingår i släktet glimmar, och familjen nejlikväxter. Inga underarter finns listade i Catalogue of Life.